# Arthunkal

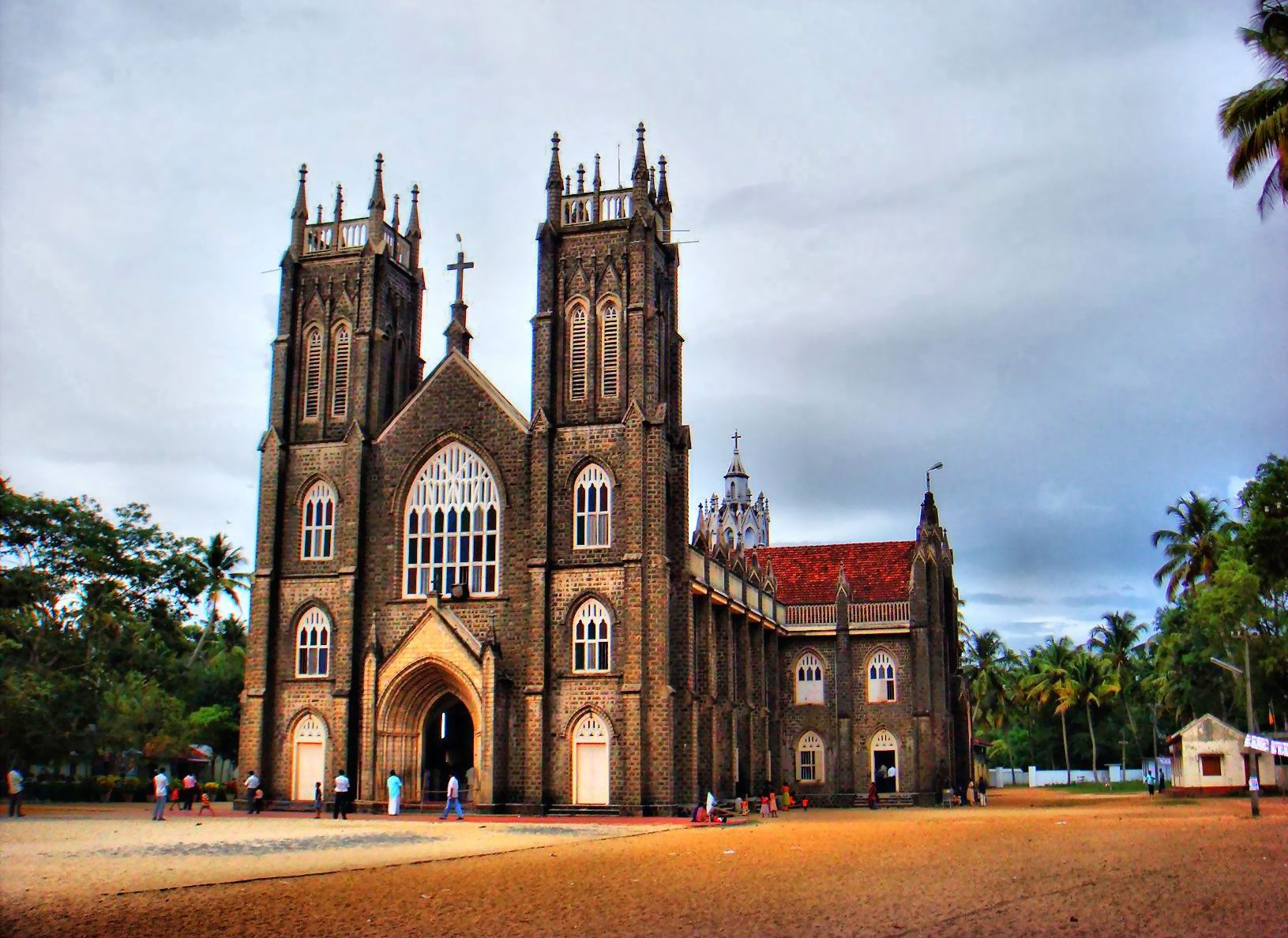
De Sint-Andreaskerk.

Arthunkal is een vissersdorp in het district Alappuzha in de Zuid-Indiase staat Kerala. De plaats is bekend vanwege de Sint-Andreaskerk die Sint-Sebastiaan als patroonheilige heeft. De kerk is een van de meest vermaarde christelijke bedevaartsplaatsen van Kerala.
De plaats ligt zo'n 45 kilometer ten zuiden van Kochi en 22 kilometer ten noorden van Alappuzha.